# Karl M. Baer
Karl M. Baer, Pseudonym N. O. Body, (geboren am 20. Mai 1885 in Arolsen als Martha Baer; gestorben am 26. Juni 1956 in Bat Jam, Israel) war ein deutsch-israelischer Autor, Sozialarbeiter und Zionist. Das Initial in Baers Namen steht für seinen ursprünglichen Vornamen Martha. Soweit offizielle Zwecke eine Erklärung des Initials verlangten, gab Baer aber stets den Vornamen Max an.

## Leben

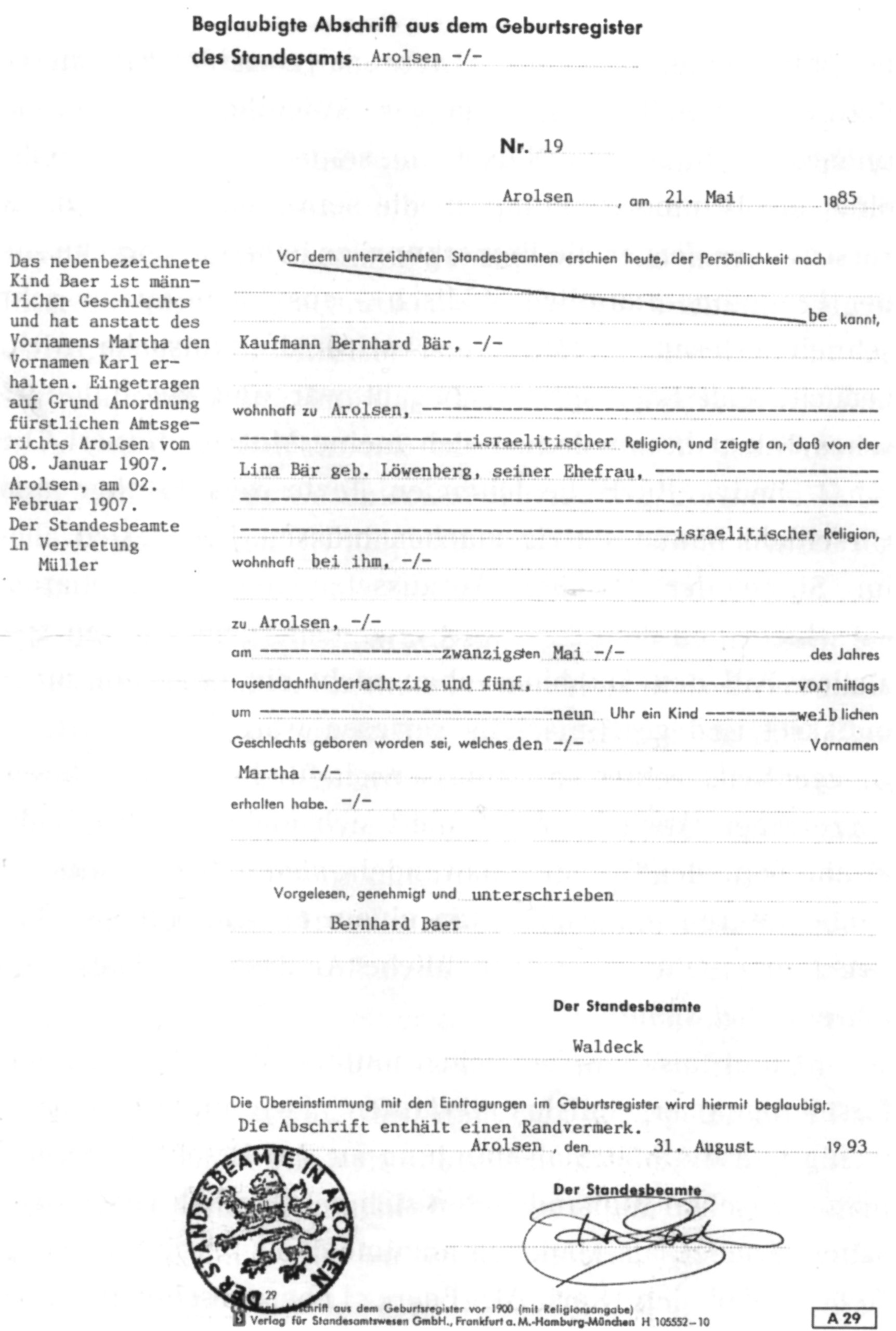
Beglaubigte Abschrift von Baers Geburtseintrag beim Standesamt Arolsen

### Martha Baer
Baer war intergeschlechtlich in einer Form, die damals noch als Pseudohermaphroditismus bezeichnet wurde. Er wurde zunächst als weiblich bestimmt und aufgezogen. Martha Baer war nach der Ausbildung in Nationalökonomie, Soziologie und Pädagogik in Berlin und Hamburg als Sozialarbeiter („Volkspfleger“) tätig und engagierte sich in der Frauenbewegung. Baer setzte sich ab Mai 1904 zwei Jahre als Abgesandte der Hamburger Loge des B’nai B’rith in Galizien aktiv gegen dort praktizierten Frauenhandel und für Frauenbildung ein. In Lemberg (Lwiw) lernte er Beile Halpern kennen, die Lebensgefährtin und später Karl Baers erste Ehefrau wurde:

„In konsequenter Verfolgung der Bekämpfung des Mädchenhandels auf sozialer Grundlage hat das jüdische Zweigkomitee in Hamburg eine gut vorbereitete Sendschaft nach Lemberg geschickt. Zuerst waren es drei Frauen, später nur eine, die sich der Aufgabe unterzog, die weibliche Bevölkerung aufzuklären und soziale Einrichtungen zu treffen zur Hebung des ökonomischen und sittlichen Bodens. In Verbindung mit dem Schutzverein, der Lemberger Loge und Gemeinde wurde nach und nach ein Kinderhort eingerichtet, ein Arbeiterinnenverband begründet, ein Arbeitsnachweis für Arbeiter und Handlungsgehilfen geschaffen, Erziehung von Analphabeten eingeleitet, die Frauenvereine für die Bekämpfung [des Mädchenhandels] organisiert, eine Informationsstelle für Auswanderer eingesetzt, wo reisenden Mädchen Adressen und Quartier angewiesen werden. In vielen Städten hat die Sendbotin [das ist Martha Baer] in Volksversammlungen über den Mädchenhandel und dessen Bekämpfung gesprochen, auf Frauenberufe aufmerksam gemacht; kurz das ganze soziale Gebiet bearbeitet.“

Wahrscheinlich musste Baer seine Tätigkeit in Galizien beenden, weil es ihm immer schwerer fiel, die Rolle glaubhaft weiter zu leben, wie der Fallbeschreibung Hirschfelds zu entnehmen ist. Anlässlich eines kurzen Krankenhausaufenthaltes in Berlin nach einem kleinen Unfall Baers stellte der behandelnde Arzt die Diagnose Pseudohermaphroditismus. Die Geschlechtskorrektur erfolgte im Dezember 1906, das Standesamt Arolsen korrigierte den Geburtseintrag am 8. Januar 1907. Im Verfahren von 1907 auf amtliche Feststellung der männlichen Geschlechtlichkeit trat als Gutachter der Berliner Arzt Georg Merzbach auf.

### Karl M. Baer
Im Oktober 1907 heirateten Karl Baer und Beile Halpern. Diese starb jedoch eineinhalb Jahre später im März 1909. Kurz darauf heiratete Baer in zweiter Ehe Elza Max (1887–1947). Von 1908 bis 1911 war Baer Versicherungsangestellter in Berlin. Ab 1911 war er Mitarbeiter der jüdischen Gemeinde in Berlin. Im Dezember 1920 wurde er Direktor der Berliner Sektion der Loge B’nai B’rith. Bis zu deren gewaltsamer Schließung durch die Gestapo im April 1937 spielte Baer eine wichtige Rolle im Berliner jüdischen Kulturleben, das er stark beeinflusste. Zusammen mit seiner Frau emigrierte er im Zuge der Alija im Juli 1938 nach Palästina. Zwischen 1942 und 1950 arbeitete er dort als Buchhalter, bis er wegen fast völliger Erblindung seinen Beruf aufgeben musste. Über Baers weiteres Leben bis zu seinem Tod 1956 ist nichts mehr bekannt. Er ist unter dem Namen Karl Meir Baer auf dem Friedhof Kiryat Shaul in Tel Aviv begraben.

## Buch und Film
Über seine Kindheit und Jugend im weiblichen Geschlecht veröffentlichte Karl Baer 1907 unter dem Pseudonym N. O. Body das autobiografische Buch Aus eines Mannes Mädchenjahren. 1919 wurde das Buch von Karl Grune unter dem Titel Aus eines Mannes Mädchenjahren verfilmt. Der Film gilt als verschollen.